# Рубче (Львівський район)
Ру́бче —  село в Україні, в Львівському районі Львівської області. Населення становить 5 осіб(2001). Орган місцевого самоврядування - Перемишлянська міська рада. Насправді село повністю вимерло.